# Fortitudo Agrigento 2012-2013
Nella stagione 2012-2013 la Fortitudo Agrigento milita nella Divisione Nazionale A, dopo la promozione dell'anno precedente. Si qualifica per la Coppa Italia DNA.

## Campionato
Inizia il campionato come matricola. Riesce a mettere a segno parecchie vittoria, mantenendo l'imbattibilità casalinga, fino alla partita contro la Fulgor Omegna. A metà stagione, si classifica al 4º posto, qualificandosi per la Coppa Italia DNA. Dopo quattro sconfitte consecutive, riesce a tornare alla vittoria contro Perugia.

## Roster
|    | Naz.                                       | Ruolo | Sportivo              | Anno | Alt. |  |  |
| -- | ------------------------------------------ | ----- | --------------------- | ---- | ---- |  |  |
| 5  | Italia (bandiera)                          | P     | Giuseppe Anello       | 1988 | 180  |  |  |
| 6  | Italia (bandiera)                          | P     | Daniele Demartini     | 1983 | 187  |  |  |
| 7  | Italia (bandiera)                          | GA    | Fabio Mian            | 1992 | 197  |  |  |
| 8  | Italia (bandiera)                          | GA    | Paolo Emilio Mossi    | 1975 | 195  |  |  |
| 9  | Italia (bandiera)                          | G     | Alfredo Moruzzi       | 1980 | 193  |  |  |
| 10 | Italia (bandiera)                          | P     | Vincenzo Di Viccaro   | 1984 | 192  |  |  |
| 11 | Italia (bandiera)                          | C     | Andrea Quarisa        | 1992 | 203  |  |  |
| 12 | Argentina (bandiera) · Italia (bandiera)   | C     | Albano Chiarastella   | 1985 | 200  |  |  |
| 13 | Italia (bandiera)                          | C     | Quirino De Laurentiis | 1992 | 206  |  |  |
| 14 | Italia (bandiera)                          | PG    | Michele Giovanatto    | 1986 | 186  |  |  |
| 15 | Italia (bandiera)                          | C     | Riccardo Rotolo       | 1993 | 200  |  |  |
| 16 | Italia (bandiera)                          | P     | Andrea Portannese     | 1993 | 185  |  |  |
| 19 | Stati Uniti (bandiera) · Italia (bandiera) | GA    | Xavier Brown          | 1991 | 201  |  |  |
| 20 | Italia (bandiera)                          | C     | Roberto Chiacig       | 1974 | 210  |  |  |

## Statistiche

### Stagione regolare
| Nome                 | Pun | G  | Min | Falli | Falli | Tiri da 2 | Tiri da 2 | Tiri da 2 | Tiri da 3 | Tiri da 3 | Tiri da 3 | Tiri Liberi | Tiri Liberi | Tiri Liberi | Rimbalzi | Rimbalzi | Rimbalzi | Stop | Stop | Palle | Palle | Ass |
| Nome                 | Pun | G  | Min | C     | S     | R         | T         | %         | R         | T         | %         | R           | T           | %           | O        | D        | T        | D    | S    | P     | R     | Ass |
| -------------------- | --- | -- | --- | ----- | ----- | --------- | --------- | --------- | --------- | --------- | --------- | ----------- | ----------- | ----------- | -------- | -------- | -------- | ---- | ---- | ----- | ----- | --- |
| Vincenzo Di Viccaro  | 378 | 34 | 959 | 102   | 74    | 51        | 96        | 53        | 75        | 222       | 34        | 51          | 66          | 77          | 8        | 34       | 42       | 0    | 9    | 48    | 53    | 28  |
| Fabio Mian           | 368 | 34 | 765 | 115   | 69    | 80        | 164       | 49        | 50        | 152       | 33        | 58          | 87          | 67          | 18       | 73       | 91       | 1    | 3    | 56    | 33    | 37  |
| Albano Chiarastella  | 254 | 25 | 754 | 80    | 51    | 94        | 157       | 60        | 10        | 45        | 22        | 36          | 52          | 69          | 35       | 130      | 165      | 1    | 8    | 54    | 35    | 41  |
| Daniele Demartini    | 208 | 34 | 796 | 62    | 80    | 68        | 107       | 64        | 14        | 53        | 26        | 30          | 52          | 58          | 11       | 66       | 77       | 2    | 9    | 52    | 64    | 69  |
| Michele Giovanatto   | 199 | 21 | 519 | 53    | 24    | 47        | 99        | 47        | 29        | 68        | 43        | 18          | 22          | 82          | 21       | 71       | 92       | 4    | 2    | 22    | 14    | 12  |
| Alfredo Moruzzi      | 174 | 21 | 472 | 50    | 50    | 43        | 85        | 51        | 18        | 58        | 31        | 34          | 48          | 71          | 25       | 49       | 74       | 2    | 6    | 32    | 25    | 25  |
| Giuseppe Anello      | 166 | 34 | 582 | 77    | 95    | 35        | 81        | 43        | 17        | 44        | 39        | 45          | 61          | 74          | 22       | 58       | 80       | 0    | 3    | 73    | 59    | 54  |
| Quirino De Laurentis | 164 | 34 | 465 | 85    | 35    | 65        | 104       | 63        | 5         | 14        | 36        | 19          | 36          | 53          | 38       | 60       | 98       | 7    | 6    | 24    | 32    | 5   |
| Roberto Chiacig      | 122 | 11 | 293 | 25    | 31    | 49        | 92        | 53        | 0         | 0         | 0         | 24          | 32          | 75          | 12       | 48       | 60       | 7    | 2    | 23    | 5     | 13  |
| Andrea Quarisa       | 112 | 34 | 412 | 60    | 41    | 44        | 102       | 43        | 0         | 0         | 0         | 24          | 39          | 62          | 36       | 68       | 104      | 2    | 9    | 30    | 15    | 1   |
| Riccardo Castelli    | 111 | 11 | 231 | 36    | 42    | 30        | 57        | 53        | 8         | 27        | 30        | 27          | 41          | 66          | 20       | 34       | 54       | 3    | 2    | 19    | 13    | 8   |
| Paolo Emilio Mossi   | 91  | 14 | 338 | 35    | 22    | 18        | 43        | 42        | 10        | 64        | 16        | 25          | 37          | 68          | 5        | 27       | 32       | 1    | 6    | 36    | 13    | 30  |
| Xavier Brown         | 72  | 33 | 289 | 40    | 8     | 24        | 52        | 46        | 6         | 15        | 40        | 6           | 11          | 55          | 14       | 38       | 52       | 2    | 1    | 18    | 8     | 2   |

### Play-off
| Nome                 | Pun | G | Min | Falli | Falli | Tiri da 2 | Tiri da 2 | Tiri da 2 | Tiri da 3 | Tiri da 3 | Tiri da 3 | Tiri Liberi | Tiri Liberi | Tiri Liberi | Rimbalzi | Rimbalzi | Rimbalzi | Stop | Stop | Palle | Palle | Ass |
| Nome                 | Pun | G | Min | C     | S     | R         | T         | %         | R         | T         | %         | R           | T           | %           | O        | D        | T        | D    | S    | P     | R     | Ass |
| -------------------- | --- | - | --- | ----- | ----- | --------- | --------- | --------- | --------- | --------- | --------- | ----------- | ----------- | ----------- | -------- | -------- | -------- | ---- | ---- | ----- | ----- | --- |
| Fabio Mian           | 71  | 5 | 147 | 14    | 18    | 16        | 35        | 46        | 9         | 29        | 31        | 12          | 16          | 75          | 2        | 16       | 18       | 2    | 2    | 8     | 10    | 3   |
| Roberto Chiacig      | 60  | 5 | 133 | 13    | 12    | 24        | 49        | 49        | 0         | 2         | 0         | 12          | 14          | 86          | 5        | 21       | 26       | 6    | 1    | 11    | 2     | 1   |
| Vincenzo Di Viccaro  | 44  | 5 | 154 | 20    | 10    | 4         | 14        | 29        | 10        | 28        | 36        | 6           | 10          | 60          | 0        | 5        | 5        | 0    | 2    | 2     | 5     | 1   |
| Daniele Demartini    | 42  | 5 | 122 | 5     | 20    | 9         | 14        | 64        | 5         | 11        | 45        | 9           | 14          | 64          | 1        | 9        | 10       | 0    | 1    | 5     | 8     | 3   |
| Albano Chiarastella  | 32  | 5 | 163 | 16    | 5     | 12        | 22        | 55        | 1         | 4         | 25        | 5           | 7           | 71          | 6        | 25       | 31       | 0    | 3    | 10    | 4     | 8   |
| Alfredo Moruzzi      | 31  | 5 | 108 | 9     | 8     | 9         | 25        | 36        | 3         | 14        | 21        | 4           | 4           | 100         | 10       | 11       | 21       | 1    | 1    | 6     | 5     | 1   |
| Giuseppe Anello      | 29  | 5 | 85  | 12    | 12    | 5         | 9         | 56        | 4         | 9         | 44        | 7           | 8           | 88          | 0        | 9        | 9        | 0    | 2    | 9     | 3     | 6   |
| Quirino De Laurentis | 7   | 5 | 56  | 14    | 3     | 3         | 9         | 33        | 0         | 1         | 0         | 1           | 2           | 50          | 5        | 12       | 17       | 1    | 1    | 5     | 5     | 1   |
| Andrea Quarisa       | 7   | 2 | 26  | 5     | 4     | 3         | 6         | 50        | 0         | 0         | 0         | 1           | 2           | 50          | 4        | 7        | 11       | 0    | 0    | 3     | 0     | 1   |
| Xavier Brown         | 5   | 3 | 31  | 1     | 0     | 1         | 4         | 25        | 1         | 4         | 25        | 0           | 0           | 0           | 0        | 2        | 2        | 0    | 0    | 1     | 0     | 0   |